# Nidda (Mischnatraktat)
Nidda ist ein Traktat der Mischna. Er ist der zehnte Traktat der sechsten Ordnung Teharot (סֵדֶר טְהָרוֹת; deutsch: Reinheit), die sich in zwölf Traktaten mit den Fragen ritueller Reinheit befasst. Aus ihm leiten sich die Reinigungsvorschriften für Frauen im (orthodoxen) Judentum ab.

## Etymologie
Der Ausdruck Nidda (alternativ: Niddah) נִדָּה wird von den hebräischen Wortstämmen נדד und נדה, die in etwa zurückweisen oder vertreiben bedeuten, abgeleitet und bezeichnet die Unreinheit von Frauen aufgrund von Menstruation und Geburt.

## Inhalt
Der Traktat selbst erläutert die Regeln, nach denen der weibliche Zyklus in die reine und unreine Phase unterteilt werden kann, wie unterschiedliche Formen von Blutungen unter dem Aspekt ritueller Reinheit zu bewerten sind wie beispielsweise Blutungen im normalen Zyklus, nach Unfällen oder die Blutung bei der Entjungferung, wie, wann und durch wen eine Untersuchung stattzufinden hat und welche Merkmale die Reifeentwicklung vom Mädchen zu Frau kennzeichnen. Er erläutert auch die unterschiedlichen Formen von Unreinheit im Zusammenhang mit unterschiedlichen Formen der Fehlgeburt und der normalen Geburt. Darüber hinaus gibt er Verhaltensregeln für das Zusammenleben während der Phase der Nidda, beispielsweise das Verbot des Beischlafs mit einer Frau während der menstruationsbedingten Unreinheit. Die Reinheitsbestimmungen im Zusammenhang mit der Menstruation beziehen sich dabei auf die rituellen Reinheitsgebote, wie sie im 3. Buch Mose (Lev 15 ) definiert werden.

## Aufbau
Der Traktat selbst ist in zehn Abschnitte gegliedert, die sich mit Aspekten der Menstruation, der Geburt und dem Sexualverkehr zwischen Mann und Frau, somit den damit in Zusammenhang stehenden Aspekten kultischer Reinheit respektive Unreinheit von Frauen und Männern beschäftigen. Aus diesem Grund ist er auch nicht in der vierten Ordnung Naschim (סֵדֶר נָשִׁים/deutsch: Frauen), sondern im 6. Teil zur rituellen Reinheit angesiedelt. Sowohl in der babylonischen wie auch der aramäischen Gemara liegen Kommentare zum Text vor.
Die thematische Gliederung des Textes ist:
- Kapitel 1,1 bis 1,6: Bestimmung der Unreinheit und Übertragung
- Kapitel 1,7 bis 2,4: Untersuchung der Unreinheit
- Kapitel 2,5 bis 2,7: Genitalblutungen der Frau
- Kapitel 3: Fehlgeburt und Unreinheit
- Kapitel 4: Unreinheit bei Kutäerinnen, Saduzärinnen, Nichtjüdinnen, Aussätzigen und Gebärenden sowie bei unterschiedlichen Geburten
- Kapitel 5, bis 5,6: Verunreinigungen bei Erwachsenen durch eine Geburt durch Operation oder beim Geschlechtsverkehr, Verunreinigung bei Kindern
- Kapitel 5,7 bis 6,12: Entwicklungsstufen bei Mädchen und Frauen und die aus der Postpubertät entstehenden Pflichten
- Kapitel 6,13 und 6,14: Zwischenblutungen und anderes Blut
- Kapitel 7: Verunreinigende Materialien und die Frage der Klärung der Herkunft
- Kapitel 8: Blutflecken an der Frau oder der Kleidung und die Schlüsse aus der jeweiligen Herkunftsbestimmung
- Kapitel 9,1 - 9,7: Handlungsanweisungen bei unbestimmten oder unbestimmbaren Blutflecken
- Kapitel 9,8 bis 9,10 Feststellung der Periode und Fragen zum Geschlechtsverkehr
- Kapitel 9,11 bis 10,1: Defloration und der Geschlechtsverkehr in der Zeit danach
- Kapitel 10,2 bis 10,4: Weitere Erläuterungen zur Untersuchung
- Kapitel 10,5 bis 18,8: Auswirkungen post mortem, das „Blut der Reinheit“ und Sexualverkehr bei Zwischenblutungen vor der Menstruation